# JPEGMafia
JPEGMafia (stylisé JPEGMAFIA) de son vrai nom Barrington DeVaughn Hendricks, né le 22 octobre 1989 à New York aux États-Unis, est un rappeur, chanteur, producteur, musicien américain, originaire de Baltimore, dans l'État du Maryland.
Hendricks produit ses propres albums solo. Sa première mixtape sous le nom de JPEGMAFIA Communist Slow Jams, publiée sur Internet en avril 2015, est suivie par sa seconde: Darkskin Manson un mois après, en mai 2015. Son premier album, Black Ben Carson est publié le 15 février 2016. Son deuxième album studio Veteran sort le 19 janvier 2018 et il sera acclamé par la critique. Son troisième album All My Heroes Are Cornballs sort le 13 septembre 2019 et deviendra son album le plus célèbre, il débute au numéro 105 sur le Billboard 200 et il est reconnu comme l'un des meilleurs albums de l'année par de nombreux journaux,.

## Biographie

### Jeunesse et débuts (1989-2015)
Barrington Hendricks nait le 22 octobre 1989 à Brooklyn, New York dans une famille jamaïcaine. Il grandit à Flatbush, Brooklyn avant de quitter New York pour l'Alabama à l'âge de 13 ans où il subit du racisme et de la discrimination.
À l'âge de 15 ans, il commence à s'intéresser à la production après avoir découvert comment créer et utiliser des samples, il est alors très influencé par Kanye West.
Pour fuir le racisme, il décide à 18 ans de déménager pour la Louisiane et rejoint l'United States Air Force, qui l'envoie dans plusieurs pays (Irak, Afghanistan, Afrique du Nord et Japon).
En 2011, pendant son déploiement au Japon, il commence à faire de la musique sous le nom de Devon Hendryx, et il joue dans de petites soirées pour promouvoir sa musique,. Il sort cinq mixtapes sous le nom de Devon Hendryx.

### Communist Slow JamsetDarkskin Manson(2015-2016)
En 2015, il est libéré de l'armée et déménage à Baltimore, où il commence à faire de la musique sous le nom de JPEGMAFIA. Il sort sa première mixtape sous ce nom avec Communist Slow Jams en avril 2015. Après avoir été témoin des émeutes de 2015 lors de son arrivée à Baltimore, il sort sa deuxième mixtape Darkskin Manson en mai 2015.

## Discographie

### Albums studio
- 2016 : Black Ben Carson
- 2018 : Veteran
- 2019 : All My Heroes Are Cornballs
- 2021 : LP!
- 2024 : I Lay Down My Life for You

### Albums collaboratifs
- 2016 : The 2nd Amendment (en) (avec Freaky)
- 2023 : Scaring the Hoes (avec Danny Brown)

### Mixtapes
- 2015 : Communist Slow Jams
- 2015 : Darkskin Manson

### EPs
- 2020 : EP!
- 2021 : EP2!
- 2023 : Scaring the Hoes: DLC Pack (avec Danny Brown)